# Варпаховський Леонід Вікторович
Варпаховський Леонід Вікторович (29(16) березня 1908 — 12 лютого 1976) — театральний режисер. Народний артист РРФСР (1966). Батько акторки Ганни Варпаховської.

## Біографія
Народився в м. Москва. Закінчив Московську консерваторію (1925) і Московський університет (1931, театрознавство). 1933—1935 — н. с. Театру ім. Вс. Мейєрхольда. 1955—1957 — режисер Київського російського драматичного театру ім. Лесі Українки.
Серед вистав у Києві:
- На сцені Російського драматичного театру:
  - «Камінний господар» (1938),
  - «У пущі» (1957; обидві — Лесі Українки),
  - «Мораль пани Дульской» Г.Запольської (1955),
  - «Дни Турбиных» М.Булгакова (1957),
  - «На дне» М.Горького (1963);

- У Театрі опери та балету ім. Т.Шевченка:
  - «Бал-маскарад» Дж. Верді (1956),
  - «Паяци» Р.Леонкавалло (1975);

- В Українському драматичному театрі ім. I.Франка:
  - «Оптимістична трагедія» В. Вишневського (1961).

Репресований 1937. Реабілітований 1953.
Помер у м. Москва.